# Município de Salem (condado de Columbiana, Ohio)
O município de Salem (em inglês: Salem Township) é um município localizado no condado de Columbiana no estado estadounidense de Ohio. No ano de 2010 tinha uma população de 5.484 habitantes e uma densidade populacional de 67,8 pessoas por km².

## Geografia
O município de Salem encontra-se localizado nas coordenadas 40° 51′ 00″ N, 80° 47′ 51″ O. Segundo a Departamento do Censo dos Estados Unidos, o município tem uma superfície total de 80.89 km², da qual 80.65 km² correspondem a terra firme e (0.29%) 0.24 km² é água.

## Demografia
Segundo o censo de 2010, tinha 5.484 habitantes residindo no município de Salem. A densidade populacional era de 67,8 hab./km². Dos 5.484 habitantes, o município de Salem estava composto pelo 98.27% brancos, o 0.36% eram afroamericanos, o 0.09% eram amerindios, o 0.18% eram asiáticos, o 0.05% eram insulares do Pacífico, o 0.18% eram de outras raças e o 0.86% pertenciam a duas ou mais raças. Do total da população o 0.49% eram hispanos ou latinos de qualquer raça.